# Locomotora de Vapor 030-2471
La Locomotora 030-2471 també anomenada Ferrocarril Central de Aragón 1 és una locomotora fabricada per l'empresa Marcinellé Couillet a Bèlgica que es troba conservada actualment al Museu del Ferrocarril de Catalunya, amb el número de registre 00011 d'ençà que va ingressar el 1981, com una donació de la companyia Ferrocarril Central de Aragón, posteriorment absorbida per Renfe.

## Història
Tot i la seva mida reduïda i el seu aspecte, aquesta és una locomotora de viatgers. El seu rodament 0-3-0 "Six Wheeler" fa que tot el seu pes sigui adherent, qualitat indicada per a màquines de mercaderies o de viatgers a velocitat reduïda. Aquesta locomotora belga, fou encarregada pel Ferrocarril Central de Aragón, companyia de característiques especials.
Era un model adaptat a la duresa dels seus perfils i, també, capaç de remolcar trens de viatgers a velocitats superiors. Aquesta és la raó d'haver optat per aquest model de diàmetre de rodes notable, que la capacitava per velocitats més altes. Remolcaren tota classe de trens de viatgers fins als anys vint, quan foren relegades a trens lleugers de viatgers a la línia València-Terol-Caminreal fins a la seva baixa a finals dels seixanta. El seu estat de conservació és bo.